# Тъпонос леопардов гущер
Тъпоносите леопардови гущери (Gambelia sila) са вид дребни влечуги от семейство Crotaphytidae. Видът е застрашен от изчезване.

## Разпространение
Срещат се в южната част на Калифорния, в отделни изолирани зони на долината Сан Хоакин.

## Описание
Достигат 96 до 119 милиметра дължина на тялото без опашката и маса 23 до 43 грама, като мъжките са по-едри от женските.

## Хранене
Хранят се главно с насекоми и други безгръбначни, понякога с други гущери.